# 7231 Porco
7231 Porco este o planetă minoră (asteroid), cu un diametru de 18,328 km, din centura de asteroizi. A fost descoperită pe 15 octombrie 1985 la Stația Anderson Mesa de Edward L. G. Bowell și a fost numită după Carolyn Porco⁠(d). 
Obiectul prezintă o orbită caracterizată de o semiaxă mare de 3,1693846 UAi, o excentricitate de 0,07, o înclinație de 9,43314 ° în raport cu ecliptica.